# Nothoprocta taczanowskii
Nothoprocta taczanowskii là một loài chim trong họ Tinamidae.